# 白神川 (埼玉県)
白神川（はくじんかわ）は、埼玉県さいたま市桜区および中央区を流れる荒川水系の準用河川である。鴨川の支流である。

## 地理
さいたま市桜区白鍬の北部に源を発し南へ流れる。中央区八王子を流れ、再び白鍬地区に入り西に転じ、桜区神田との境界で鴨川に合流する。白鍬と神田地区を流れることから白神川と呼ばれる。
上流部に調節池がある。全体的にコンクリートに囲まれているため、自然の河川には見えず排水路のようで水路も直線的である。この地区は水田地帯だったため、その水田の排水を集めて流す川であった。現在は住宅地の排水路として機能している。

## 橋梁

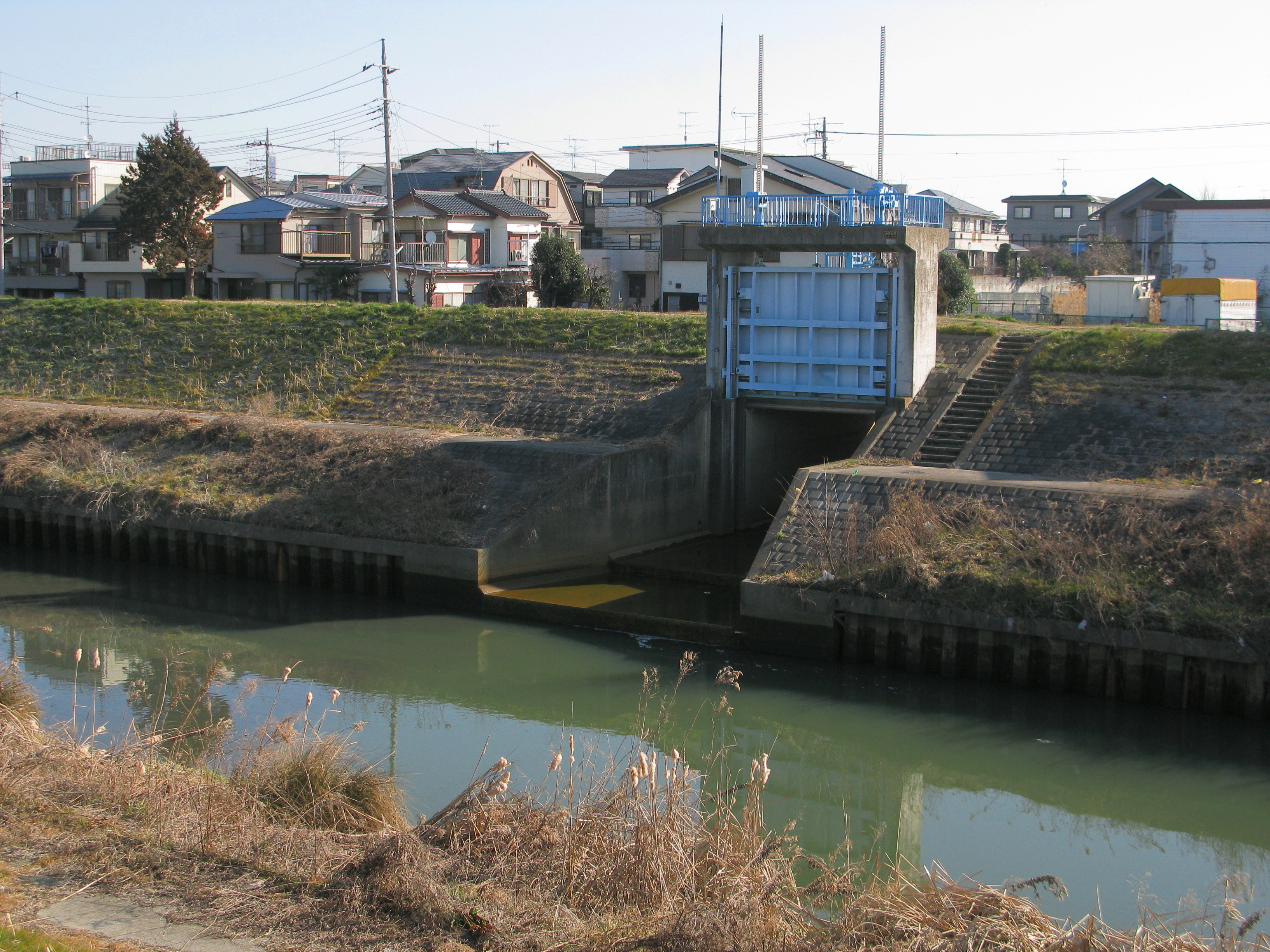
白神川と鴨川の合流点

- 白鍬橋 - 下流に架かる。

橋は数多くあるが名前の付いた橋は少ない。

## 周辺施設
かやのき団地や八王子公園・八王子野球場、八王子中学校などがある。